# Volkswohl-Bund-Hochhaus
| Altes Volkswohl-Bund-Hochhaus | Altes Volkswohl-Bund-Hochhaus |
| ----------------------------- | ----------------------------- |
|                               |                               |
| Basisdaten                    |                               |
| Ort:                          | Dortmund                      |
| Verwendung:                   | Bürohochhaus                  |
| Hauptmieter:                  | Volkswohl Bund                |
| Baubeginn:                    | 12. März 1970                 |
| Eröffnung:                    | 1973                          |
| Sprengung:                    | 2008                          |
| Architekt (Altbau):           | Harald Deilmann               |
| Architekt (Neubau):           | nps tchoban voss, Hamburg     |
| Baustil:                      | Moderne Architektur           |
| Adresse:                      | Südwall 37–41 44137 Dortmund  |
| Technische Daten (Altbau)     |                               |
| Höhe:                         | ca. 60 m                      |
| Nutzfläche:                   | 30.000 m²                     |
| Stockwerke:                   | 14                            |

Das alte Volkswohl-Bund-Hochhaus war ein Bürohochhaus in Dortmund, das im Jahr 1973 bezogen wurde. Damals war es eines der höchsten Gebäude in Dortmund. Auf 14 Stockwerken bot es rund 30.000 m² Nutzungsfläche für den Hauptnutzer und Besitzer Volkswohl Bund-Versicherer.
Zur Fußball-WM 2006 wurden drei große Banner an die Fassade gehängt, um die in Dortmund spielenden Nationen zu begrüßen.
Das Gebäude wurde aufgrund von baukonstruktiven, grundrisstypologischen und gestalterischen Defiziten 2008 abgerissen und durch ein neues Verwaltungsgebäude mit vergleichbaren Kubaturen ersetzt. Die Sprengung des Gebäudes fand am 17. Februar 2008 statt; das WDR Fernsehen übertrug live.
In einem Architektenwettbewerb (RAW) wurden 2006 sechs Architekturbüros aufgefordert, Entwürfe für die zukünftige Hauptverwaltung des Volkswohlbundes in Dortmund vorzulegen, aus dem das Büro nps tchoban voss als Sieger hervorging. Die Fertigstellung des Gebäudes erfolgte im Jahr 2011.

## Galerie

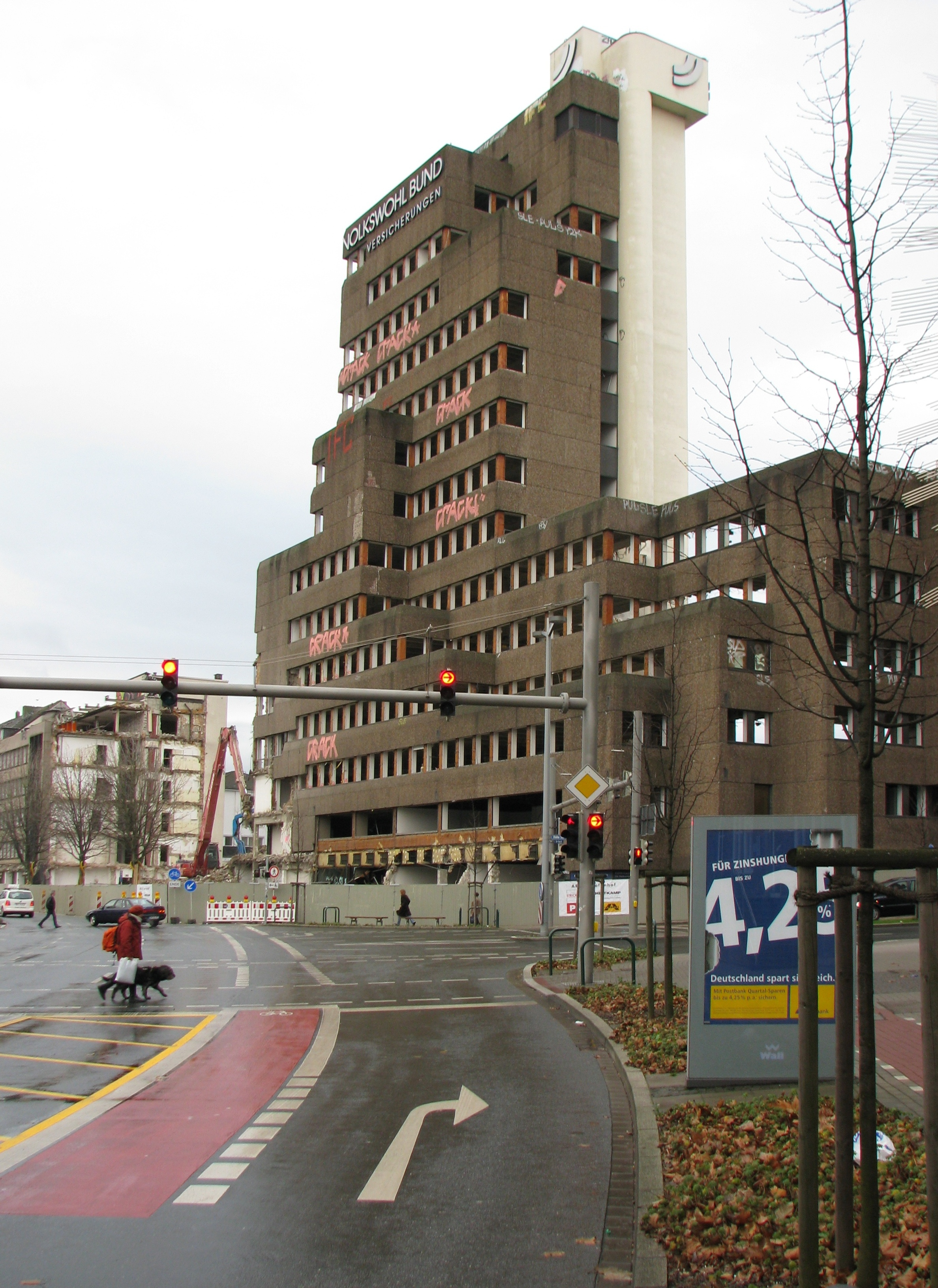
Das Hochhaus wenige Tage vor seiner Sprengung
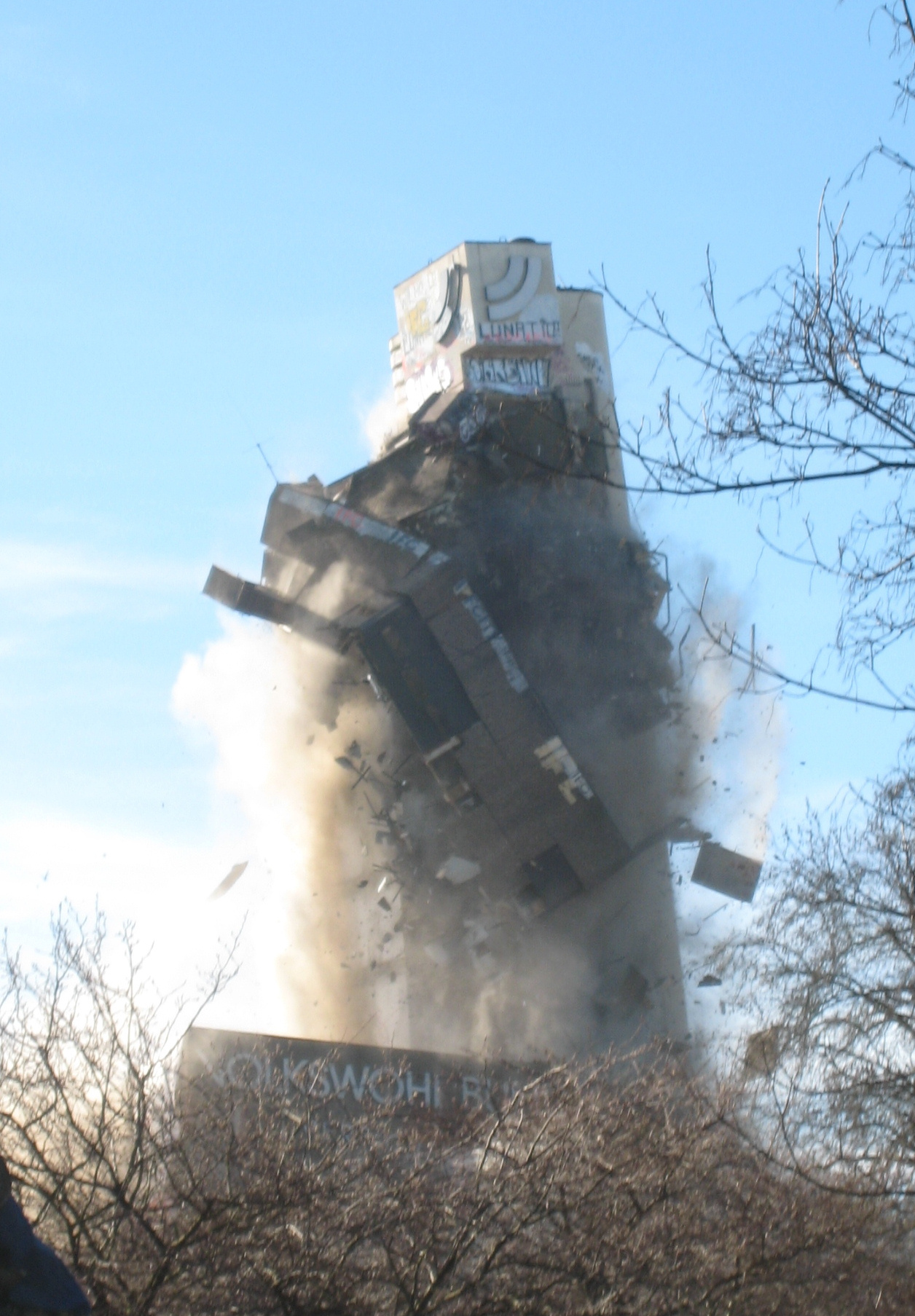
Sprengung am 17. Februar 2008
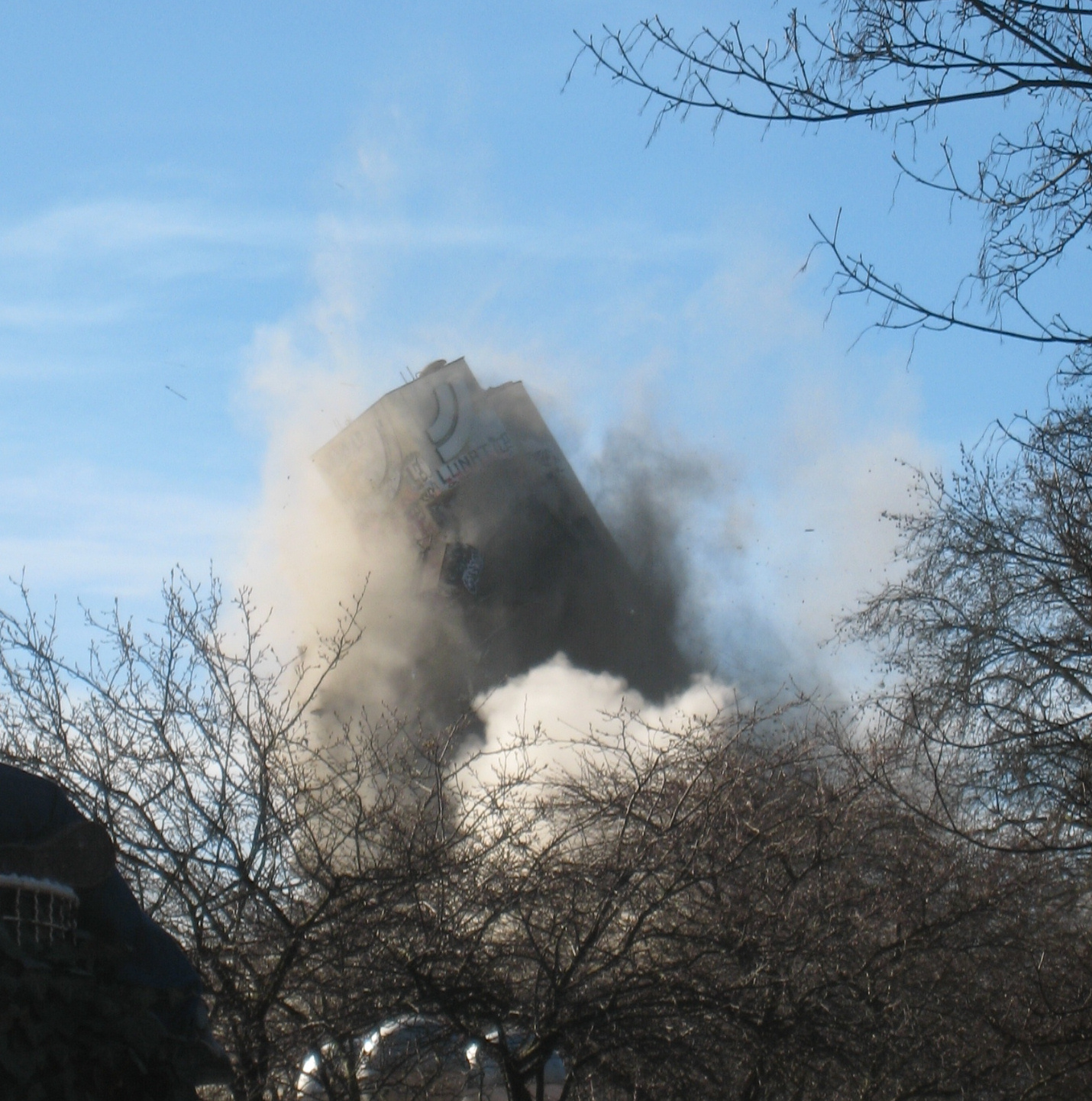
Der in sich zusammenfallende Büroturm
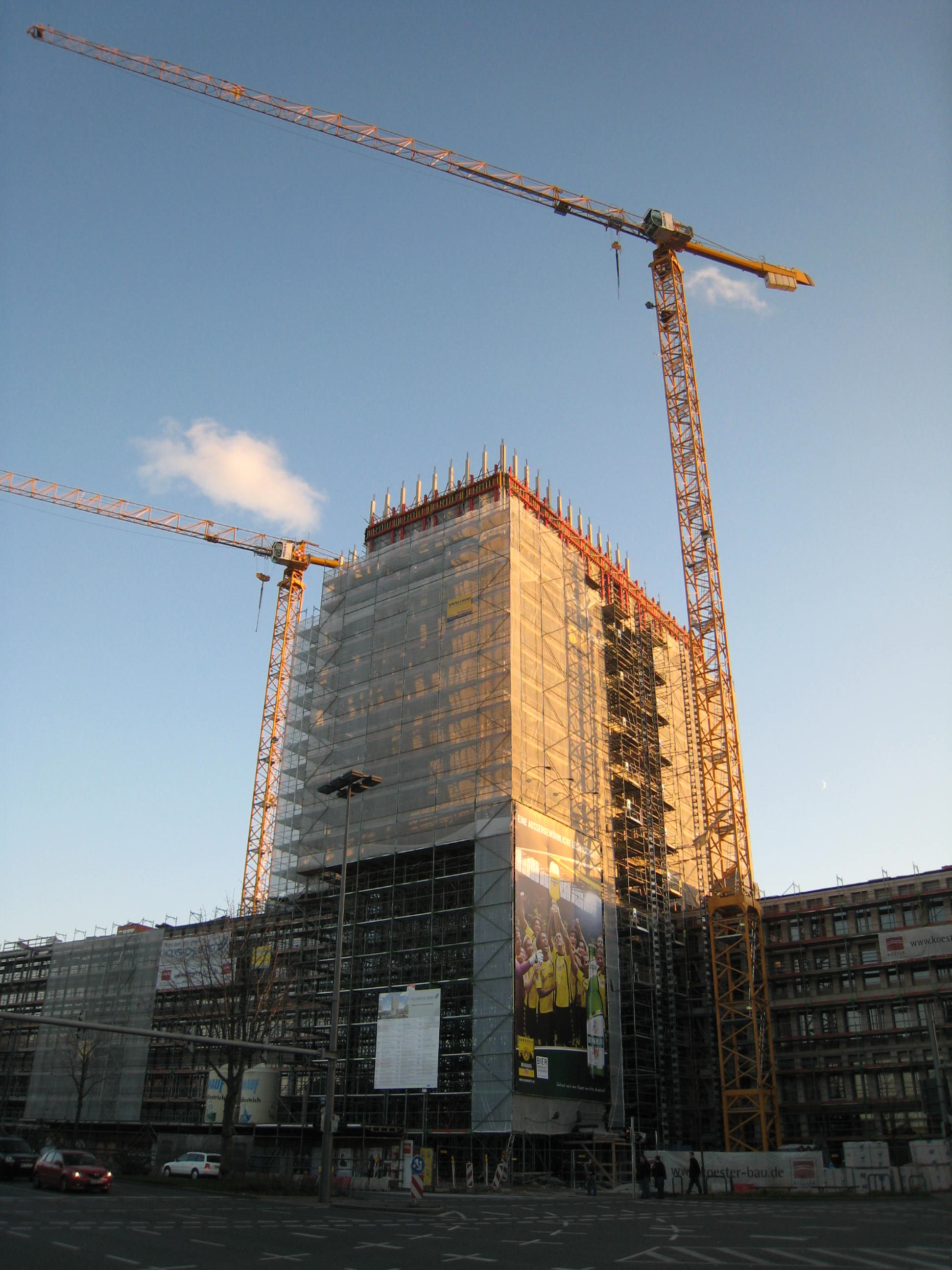
Errichtung des Neubaus
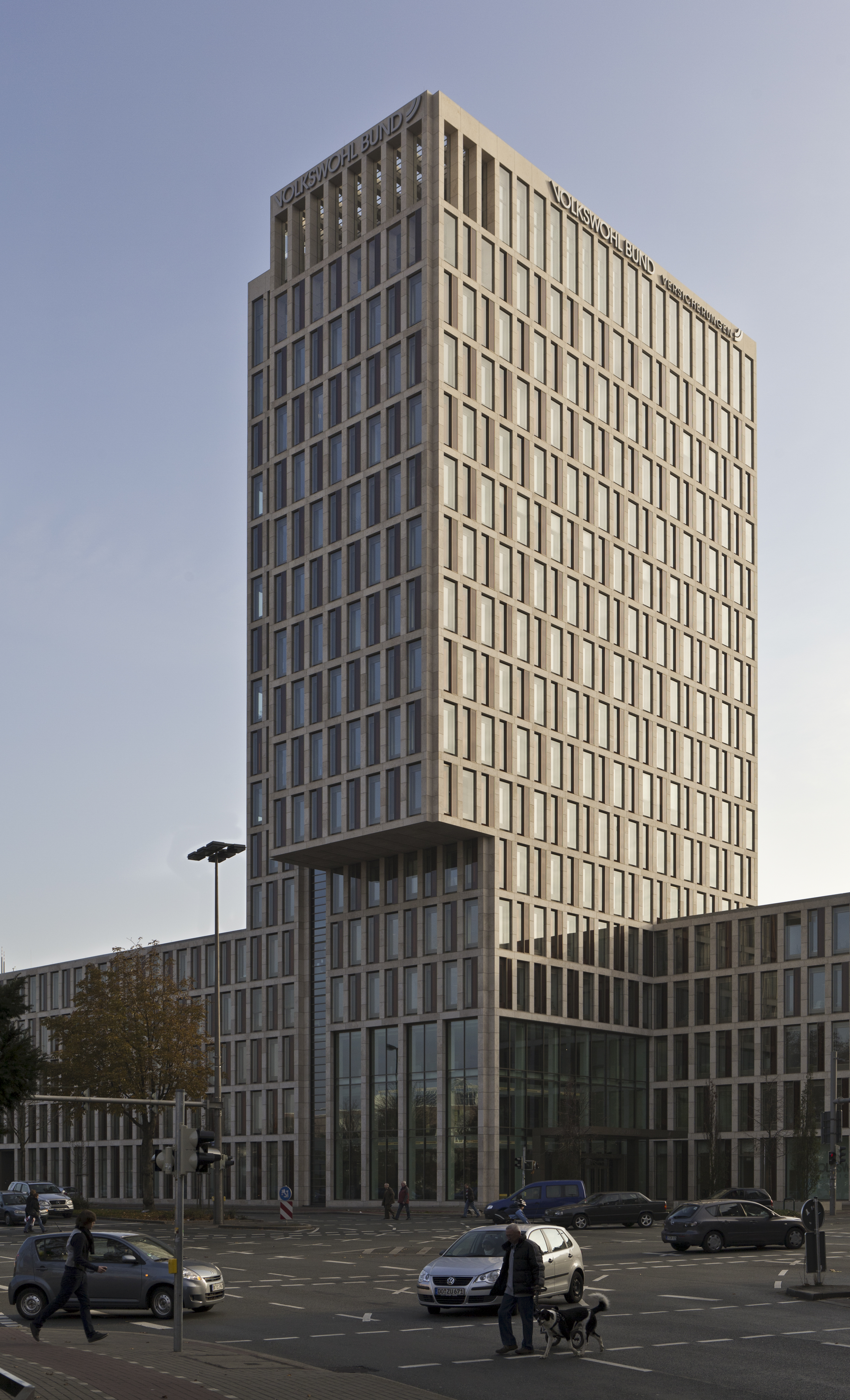
Das Volkswohl Bund Hochhaus nach Fertigstellung